# 組長娘と世話係
『組長娘と世話係』（くみちょうむすめとせわがかり）は、つきやによる日本の漫画作品。ウェブコミック配信サイト『コミックライドピクシブ』にて2018年6月5日から連載後、2020年5月より『コミックELMO』レーベルに移籍し、2023年11月30日に同レーベルも読むことができる『ライコミ』にリニューアルしてからも継続して連載中。2024年12月時点でシリーズ累計部数は150万部を突破している。

## 沿革
つきやがpixivに『極道娘と世話係』のタイトルで作品を公開する。2018年6月5日、それを再構築した本作を『コミックライドピクシブ』にて隔週更新で連載開始。
2019年1月には池袋サンシャイン60通り東急ハンズ側に本作のフラッグが飾られた。同年8月、「次にくるマンガ大賞 2019」Webマンガ部門で15位を受賞。
2020年1月から2月まで、単行本第3巻の発売を記念して、東京にある「Cafe de 武」でコラボカフェを開催。同年5月にマイクロマガジン社の新レーベル『コミックELMO』のサイトが開設され、同レーベルの作品として扱われていた本作も、移籍して連載される。同年7月にはテレビCMとして放映された動画が公開される。
2021年5月には『コミックELMO』が1周年を迎えた記念のキャンペーンの一環として、本作のLINEスタンプを発売。同年9月に本作のテレビアニメ化が発表される。

## あらすじ
桜樹組の若頭である霧島透は、すぐに暴力で物事を片付けることから「桜樹組の悪魔」と呼ばれていた。ある日、組長の桜樹一彦に呼び出された霧島は、桜樹の一人娘である八重花の「世話係」を命じられる。

## 登場人物
声の項はメディアミックスにおける声優。PVおよびドラマCDで演じたキャストは、テレビアニメにおいても続投している。
霧島 透（きりしま とおる）
声 - 細谷佳正
本作の主人公。桜樹組若頭。
28歳。誕生日は11月18日。身長183センチメートル、血液型B型。
イケメンだが、鬼畜な性格をしている。
桜樹 八重花（さくらぎ やえか）
声 - 和多田美咲
組長の桜樹の一人娘。
7歳。誕生日は4月11日。身長120センチメートル、血液型A型。
杉原 恵（すぎはら けい）
声 - 石川界人
舎弟頭。
23歳。誕生日は9月1日。身長175センチメートル、血液型AB型。
桜樹 一彦（さくらぎ かずひこ）
声 - 竹内良太
桜樹組組長。
45歳。誕生日は10月5日。身長179センチメートル、血液型A型。
自由すぎる透には手を焼いているが、彼の実力は認めている。
桜樹 美幸（さくらぎ みゆき）
声 - 中原麻衣
一彦の妻であり、八重花の母親。
八重花が幼い頃に交通事故に巻き込まれ、病院で昏睡状態に陥っている。救急搬送前、透に八重花と一彦を託した。
黒崎 香菜美（くろさき かなみ）
声 - 小林未沙
八重花の叔母（八重花の母・美幸の妹）。
33歳。誕生日は5月12日。身長163センチメートル、血液型A型。
お食事処「くろさき」の店長。
葵 塔一郎（あおい とういちろう）
声 - 前野智昭
透の兄貴分で、組の元若頭。
35歳。誕生日は7月7日。身長185センチメートル、血液型AB型。
葵 光輝（あおい こうき）
声 - 向井莉生
6歳。誕生日は8月8日。身長118センチメートル、血液型A型。
八重花に好意を抱いており、事あるごとに口説こうとして塔一郎を怒らせる。
葵 沙苗（あおい さなえ）
声 - 三澤紗千香
塔一郎の妻で光輝の母親。
桜樹組の組員であることを気にしていた塔一郎に対し、大らかな姿勢で接していた。もともと病弱であったが、ある日別の組員によって塔一郎が刺傷したことでショックを受けて以降、些細なことでも過呼吸に陥るようになってしまった。一彦の命で塔一郎が組を離れてからは症状も安定し、光輝と陽菜の二人の子に恵まれた。
葵 陽菜（あおい ひな）
声 - 久住琳
塔一郎と沙苗の娘で光輝の妹。
光輝が何度も楽しそうに話すからか、八重花のことを気に入っている。
おはぎ
声 - 久住琳
黒い子猫。桜樹組のマスコット的存在。
捨てられていたところを八重花に拾われ、飼われるようになった。
武内 翔吾（たけうち しょうご）
声 - 川田祐
桜樹組若衆。うっすらと顎髭を蓄えている。主に杉原や金平と行動を共にすることが多い。
香菜美に好意を抱いている。
金平 大地（かねひら だいち）
声 - 堀総士郎
桜樹組若衆。スキンヘッドが特徴的で、無表情でほとんど何も喋らない。
廊下を歩いていた歩とぶつかり、彼女が落としてしまったケーキを拾って以来歩から懐かれている。
北条零（ほうじょう れい）
声 - 羽多野渉
霧島の中学校時代からの親友。
霧島の入れ墨をデザインした、男好きのオネエ彫師。一応霧島とは親友だが、オカマである事から霧島から若干敬遠されている。
金髪に染め横髪と後髪の下を剃り、後髪長髪の上をポニーテールにした髪型と筋肉質が特徴で力が非常に強い。中学時代からの知り合いの雅也とは霧島共々親友だと思っている。霧島と通じ八重花とも仲良くなった。現在「TATOO」を経営中。
サラ・ウィルソン
声 - 菅野真衣
八重花のクラスメート。
公園で遊んでいた時に知り合い、友人となった。天真爛漫で元気な女の子。
明石 楓（あかし かえで）
声 - 矢作紗友里
八重花のクラスメート。
お絵描き好きな八重花と意気投合し、友人となった。
花田 歩（はなだ あゆむ）
声 - 小澤亜李
受験生で食いしん坊。
頭が悪く親から𠮟責され家出していたところ透たちと出会う。捨て猫だったおはぎに自費で猫缶を買ってあげる心優しい性格。
レオン・ウィルソン
声 - 間島淳司
サラの父親。
桜樹組の隣に引っ越してきた外国人。日本文化に興味があり、そもそも日本で住むことを決めたのも、以前妻と日本で見た桜の木に魅了されたことがきっかけ。娘と同じく人懐っこくて明るい性格であり、日本家屋で常に着物の一彦を「和の象徴」として気に入っているが、当の一彦からはやや苦手に思われている。
辰本（しんもと）
声 - 石川英郎
元天谷組の組員。
10年前、透によって組を壊滅させられ居場所を失う。それ以後、透を恨み続け八重花を誘拐することで復讐を果たそうとした。しかし八重花に手を出したことで透の怒りを買ってしまい、半殺しにされてしまう。アニメでは表記が「辰元」となっていた。
矢野（やの）
声 - 高橋伸也
亥川（いがわ）
声 - 小林康介
いずれも白河組の組員。
天谷組同様、10年前に透の手で組を潰される。辰本に協力して八重花の誘拐に協力したが、目の前でコテンパンにされる辰本を見て何も出来なくなってしまう。
速水 雅也（はやみ まさや）
声 - 福山潤
柿原組構成員。
自分より強い人と戦闘する事が好きな喧嘩好きで、非常に短気な性格。中学の時に霧島を見るたびに喧嘩を売っていた戦闘狂。霧島を探しに柿原組に入った。
額から眉間にかけて霧島に石で殴られた際につけられた大きな傷があるが、霧島は雅也の事は雅也と再会し北条に指摘されるまで完全に忘れていた。
中学時代の凶暴だった頃の霧島と戦う事を夢見るが、八重花の世話係をしてる内にすっかり丸くなった霧島に強いショックを受けるものの、それでも諦め切れずにいる。中学時代の知り合いの北条から霧島共々親友だと思われ、その事に強い怒りを抱き否定している。
真白 悠莉（ましろ ゆうり）
声 - 神谷浩史
桃山組若頭。
霧島の天敵。霧島の冷酷なところを好みとする、素性の知れない男。

## 作風
細谷佳正によると、つきやが「本当に自分が描きたいもの」を描いている部分が本作の魅力である。つきやがまるで「本物の極道」を知っているかのようなリアリティを感じるという。和多田美咲によれば、「コメディなシーンからキャラクターの人生、繊細な感情まで表現され」ている作品となっている。
おおのこうすけによると、「強面ヤクザと小さな女の子」というギャップのある組み合わせについて「素晴らしく、間違いなく面白い」といい、「丁寧に描かれている優しいドラマやコメディ」の部分が「つきやの作家性が出ている」という。
担当編集によると、つきやの愛が作画に影響しており、キャラクターの表情などの力の入れ具合で「ここが描きたいんだな」という場面が読者に伝わる作品となっている。

## 制作背景

### 本作が生まれるきっかけ
漫画家を目指していたつきやは賞を取るためのラブコメ作品を制作していた。「もともと不良やバトルもの、日常系のマンガが好き」だというつきやにとって、恋愛ものは肌に合わず、描くのに苦労していた。本当に描きたい話ではなかったため、楽しくなくなってしまい、原点に戻ろうと考えた。「出版社や読者のウケを狙わずに、自分の好きなものを描こう」とした結果、息抜きのような形で描かれた「ヤクザの若頭と組長の娘」のイラストが、本作のきっかけとなった。反響を得たため、つきやはそのイラストを4コマに描き直し、Twitterやpixivに投稿した。
Twitterやpixivで発表していた参観日のエピソードが、当時のつきやにとって「自分の描きたい物語のピーク」であったため、そこから話を考え、連載用に構成する作業が大変で苦労したという。連載前に「ヤクザが小学校の参観日に行くっていうことの面白さ」を描きたいと考えていたつきやは、本作を「1つの作品としては詰め切れていなかった」のである。その参観日のエピソードは反響があり、つきやによると読者から「霧島を好いていただけたタイミング」となった。

### キャラクターについて
連載化に当たり、八重花の性格が強気で引っぱっていくようなタイプの女の子から、本作での形に変更されている。
設定に苦労したキャラクターとして、歩を挙げている。つきやによると「八重花が話せるぐらいの年齢で、しっかりしたきれいなお姉さん」をはじめに構想したが、クセの強いキャラクターになり、全然違うキャラクターになったという。

### 制作
「任侠の世界をテーマとするコメディ」の楽しさについて、つきやは「ヤクザがいかにそれっぽくないことをするっていう点」を挙げている。つきやは極道の世界を知らないため、映画などの作品から情報を得ている部分もあり、本物のヤクザがしないようなことも、「フィクションの世界として割り切って」本作を描いている。
つきやはお嬢と世話係というキャラクターの関係性について、森本梢子の『ごくせん』の「ケンカも強くて怖い若頭がお嬢に対しては優しく敬語を使うというポイント」から影響を受けている部分があるという。

## コラボレート
2020年12月に空翔俊介の『なつめとなつめ』とコラボレート。『なつめとなつめ』第1巻ではつきやが描き、本作の第5巻では空翔が描いたコラボ漫画が収録されている。

## 書誌情報
- つきや 『組長娘と世話係』 マイクロマガジン社〈コミックELMO〉、既刊14巻（2025年7月10日現在） 
  1. 2018年12月24日発売[16][19]、ISBN 978-4-89637-849-8
  2. 2019年7月19日発売[20][21]、ISBN 978-4-89637-900-6
  3. 2020年1月24日発売[11][22]、ISBN 978-4-89637-967-9
    - 「ドラマCD付限定版」同日発売[23]、ISBN 978-4-89637-968-6

  4. 2020年7月22日発売[8][24]、ISBN 978-4-86716-032-9
  5. 2020年12月10日発売[25][26]、ISBN 978-4-86716-090-9
  6. 2021年9月10日発売[27][28]、ISBN 978-4-86716-165-4
    - 「イラストBOOK付限定版」同日発売[29]、ISBN 978-4-86716-166-1

  7. 2022年2月10日発売[30][31]、ISBN 978-4-86716-245-3
  8. 2022年7月11日発売[32]、ISBN 978-4-86716-301-6
    - 「描き下ろし小冊子付限定版」同日発売[33]、ISBN 978-4-86716-302-3

  9. 2023年1月11日発売[34]、ISBN 978-4-86716-379-5
  10. 2023年7月10日発売[35]、ISBN 978-4-86716-443-3
    - 「ブロマイドセット付限定版」同日発売[36]、ISBN 978-4-86716-444-0

  11. 2023年12月11日発売[37]、ISBN 978-4-86716-503-4
    - 「描き下ろしアクスタセット付限定版」同日発売[38]、ISBN 978-4-86716-504-1

  12. 2024年7月10日発売[39]、ISBN 978-4-86716-602-4
    - 「描き下ろし小冊子付限定版」同日発売[40]、ISBN 978-4-86716-603-1

  13. 2024年12月11日発売[4]、ISBN 978-4-86716-676-5
    - 「ドラマCD付限定版」同日発売[41]、ISBN 978-4-86716-677-2

  14. 2025年7月10日発売[42]、ISBN 978-4-86716-789-2
    - 「描き下ろしアクリルスタンドセット+小冊子付限定版」同日発売[43]、ISBN 978-4-86716-790-8

## テレビアニメ
2021年9月にテレビアニメ化が発表され、2022年7月から9月までTOKYO MXほかにて放送された。

### スタッフ
- 原作 - つきや[12]
- 監督・音響監督 - 川崎逸朗[12]
- シリーズ構成 - 大知慶一郎[12]
- キャラクターデザイン - 緒方浩美[12]
- サブキャラクターデザイン - 森和江[12]
- 衣装デザイン - 降矢瑞生
- メインアニメーター - 枡田邦彰、佐藤元昭、増田俊介[12]
- 美術監督 - 吉原俊一郎[12]
- 美術設定 - 青木薫[12]
- 色彩設計 - 岩井田洋[12]
- 撮影監督 - 小池里恵子[12]
- 編集 - 平木大輔[12]
- 音楽 - 伊賀拓郎[12]
- 音楽制作 - bilibili[12]
- 音楽プロデューサー - 西辺誠
- アニメーションプロデューサー - 瀧ヶ崎誠、吉田啓佑
- アニメーション制作 - feel.、GAINA[12]
- プロデューサー - 楊建利、西辺誠、関戸公人、原拓志、中村考太郎、岡本真梨子、大貫佑介、北澤史隆、菅朗
- 製作 - 組長娘と世話係製作委員会[12]（bilibili、マイクロマガジン社、dアニメストア、ポニーキャニオン、ブシロードムーブ、TOKYO MX、マイクロハウス）

### 主題歌
｢未来のヒーローたちへ」
タケヤキ翔によるオープニングテーマ。作詞・作曲・編曲はANCHOR。
｢かえりみちの色」
渋谷ハルによるエンディングテーマ。作詞・作曲・編曲はANCHOR。

### 各話リスト
| 話数   | サブタイトル         | 脚本       | 絵コンテ          | 演出              | 作画監督                                                                    | 総作画監督                 | 初放送日      |
| ------ | -------------------- | ---------- | ----------------- | ----------------- | --------------------------------------------------------------------------- | -------------------------- | ------------- |
| 第1話  | 組長娘と世話係       | 大知慶一郎 | 川崎逸朗          | 松下周平          | 五月女妃苗 橋本純一 梶浦紳一郎 田村皐 小七 崔文澤 佐藤元昭                  | 枡田邦彰 佐藤元昭          | 2022年 7月7日 |
| 第2話  | やさしいひと         | 大知慶一郎 | 川崎逸朗          | 渡邊哲哉          | 増田俊介                                                                    | 森和江                     | 7月14日       |
| 第3話  | おみまいと再会       | 大知慶一郎 | 金澤洪充          | 矢的中            | 増田俊介 田村亮太 村井奎太                                                  | 森和江                     | 7月21日       |
| 第4話  | 動画配信始めるか     | 川崎逸朗   | 川崎逸朗          | 立田眞一 吉澤太智 | 栁川沙樹 清水慶太 北村友幸 川島尚                                           | 枡田邦彰 佐藤元昭          | 7月28日       |
| 第5話  | 霧島のおやすみ       | 川崎逸朗   | 田中和哉          | 三好なお          | 大村将司 酒井春香 増田俊介                                                  | 森和江                     | 8月4日        |
| 第6話  | はじめてのおともだち | 川崎逸朗   | 今井翔太          | 今井翔太 本間理莉 | 五月女妃苗 劉云留 窪敏 北村友幸 井元一彰 橋本純一                           | 枡田邦彰 佐藤元昭          | 8月11日       |
| 第7話  | 最高の標的           | 川崎逸朗   | 渡邊哲哉          | 渡邊哲哉          | Park.Y.O Won.E.S Kim.S Choi.H.S                                             | 森和江                     | 8月18日       |
| 第8話  | お久し振りです       | 川崎逸朗   | 川崎逸朗 立田眞一 | 立田眞一          | 清水慶太 柳川沙樹 穂積彩夏 川島尚                                           | 枡田邦彰 佐藤元昭          | 8月25日       |
| 第9話  | 霧島◯◯計画           | 川崎逸朗   | 金澤洪充          | 矢的中            | CHOI HEE EUN CHO JUNG HWA CHOI HYUN SIK LEE SANG MIN                        | 森和江                     | 9月1日        |
| 第10話 | わるいひと           | 大知慶一郎 | 今井翔太          | 吉澤太智 本間理莉 | 五月女妃苗 北村友幸 常磐金成 中村一朗 熊谷勝弘 山崎正和 熊睿鑫              | 緒方浩美 枡田邦彰 佐藤元昭 | 9月8日        |
| 第11話 | 花火と約束と         | 大知慶一郎 | 川崎逸朗          | 渡邊哲哉          | 増田俊介 大村将司 江藤大気 酒井春佳 枡田邦彰 佐藤元昭                       | 森和江                     | 9月15日       |
| 第12話 | お嬢の世話係         | 川崎逸朗   | 川崎逸朗          | 立田眞一 吉澤太智 | 清水慶太 北村友幸 柳川沙樹 橋本純一 黒川あゆみ 中村一朗 山崎正和 五月女妃苗 | 緒方浩美 枡田邦彰 佐藤元昭 | 9月22日       |

### 放送局
| 放送期間                | 放送時間                     | 放送局       | 対象地域 | 備考                                 |
| ----------------------- | ---------------------------- | ------------ | -------- | ------------------------------------ |
| 2022年7月7日 - 9月22日  | 木曜 22:30 - 23:00           | TOKYO MX     | 東京都   | 製作参加 / リピート放送あり          |
| 2022年7月9日 - 9月24日  | 土曜 1:55 - 2:25（金曜深夜） | RKB毎日放送  | 福岡県   |                                      |
| 2022年7月10日 - 9月25日 | 日曜 23:00 - 23:30           | BS日テレ     | 日本全域 | BS/BS4K放送 / 『アニメにむちゅ〜』枠 |
| 2022年7月12日 - 9月27日 | 火曜 1:55 - 2:25（月曜深夜） | 北海道テレビ | 北海道   |                                      |
|                         | 火曜 21:30 - 22:00           | AT-X         | 日本全域 | CS放送 / 字幕放送 / リピート放送あり |
| 2022年7月13日 - 9月28日 | 水曜 1:55 - 2:25（火曜深夜） | テレビ新広島 | 広島県   |                                      |
| 2022年7月19日 - 10月4日 | 火曜 1:45 - 2:15（月曜深夜） | 新潟テレビ21 | 新潟県   |                                      |
| 2022年7月24日 -         | 日曜 2:30 - 3:00（土曜深夜） | 北陸朝日放送 | 石川県   |                                      |

インターネットでは、2022年7月7日22時30分よりdアニメストアにて配信。7月14日0時より各種配信サイトでも順次配信。

### BD / DVD
| 巻 | 発売日         | 収録話          | 規格品番  | 規格品番  |
| 巻 | 発売日         | 収録話          | BD限定版  | DVD限定版 |
| -- | -------------- | --------------- | --------- | --------- |
| 1  | 2022年10月26日 | 第1話 - 第3話   | DMPXA-293 | DMPBA-293 |
| 2  | 2022年11月30日 | 第4話 - 第6話   | DMPXA-294 | DMPBA-294 |
| 3  | 2022年12月21日 | 第7話 - 第9話   | DMPXA-295 | DMPBA-295 |
| 4  | 2023年1月25日  | 第10話 - 第12話 | DMPXA-296 | DMPBA-296 |

### ピクチャードラマ
『ぴくちゃーどらま 組長娘と世話係』
YouTube『TVアニメ「組長娘と世話係」公式』で配信の短編アニメ。おはぎ編はフェリシモ猫部猫応援チャリティー企画を記念して配信。
- イラストレーション - 辻上彩華

| #        | サブタイトル       | 配信日         |
| -------- | ------------------ | -------------- |
| 1        | やえかときりしま   | 2022年 1月28日 |
| 2        | すぎはらときりしま | 2月11日        |
| 3        | あおいとくみちょう | 3月11日        |
| 4        | きりしまとましろ   | 4月1日         |
| 5        | まさやときりしま   | 5月13日        |
| 6        | やえかときりしま   | 6月30日        |
| おはぎ編 | おはぎとやえか     | 7月22日        |